# Maryvonne Kendergi
Maryvonne Kendergi   (Gaziantep, 15 d'agost de 1915 - Montreal, 27 de setembre de 2011) va ser una escriptora, professora, musicòloga, pianista i comentarista quebequesa.

## Biografia
Kendergi va néixer a Alep Vilayet, Imperi Otomà. Es va criar a Síria i es va traslladar a França. A la Sorbona, va estudiar i va obtenir una llicenciatura avançada el 1942. Es va traslladar al Canadà el 1952, i es va convertir en ciutadana canadenc el 1960.
Durant deu anys va organitzar programes de ràdio sobre música contemporània a Radio-Canadà i també va aparèixer regularment a la televisió. Va ensenyar a la Universitat de Montreal. Va exercir un paper important en la fundació de la "Quebec Contemporary Music Society" el 1966. Va ser una presidenta del Consell canadenc de música.
Kendergi va ser nomenada membre de l'Orde del Canadà el 1980 i va ascendir a l'Oficina de l'Orde el 1992. Es va convertir en Chevalier a l'Orde del Quebec el 1985.
Kendergi va morir el 27 de setembre de 2011 a Montreal, Quebec.

## Honors
- 1980 - Membre de l'Orde del Canadà
- 1982 - Medalla al Consell de la Música del Canadà
- 1983 - Premi Lynch-Staunton
- 1985 - Chevalier de l'Orde nacional del Québec
- 1985 - Prix Calixa-Lavallée
- 1992 - Oficial de l' Orde del Canadà
- 1994 - Medalla de l'Académie des lettres du Québec
- 2000 - Prix Opus, hommage